# کاروانسرای صدری
کاروانسرای صدری مربوط به دوره قاجار است و در شهرستان قم، بخش مرکزی، ابتدای جادهٔ جعفریه واقع شده است. این اثر در تاریخ ۱۹ اسفند ۱۳۸۰ با شمارهٔ ثبت ۴۸۶۸ به عنوان یکی از آثار ملی ایران به ثبت رسیده است.